# 凱瑟琳·布蘭科
凱薩琳·巴比诺·布蘭科（法語：Kathleen Babineaux Blanco，1942年12月15日—2019年8月18日），美国政治人物，民主黨籍。2003年11月16日當選美国路易斯安那州州長，是該州第54任州長，也是該州第一位女州長。
她是一位天主教徒，在路易斯安那州的新伊比利亞出生，從政前是一位教師。2003年她當選路易斯安那州第一位女州長。但在2005年颶風卡崔娜襲美時被指救災不力，備受批評。至2007年她宣佈不尋求連任。

## 健康情況與逝世
2017年12月，布蘭科被診斷出患有眼睛黑色素瘤，轉移到她的肝臟。一年後，在路易斯安那州理事會的一次公民協會會議上，布蘭科表示「無法逃離」該疾病，原因是疾病已經遠端轉移到整個身體並且與她的未來「和好」。2019年4月19日，宣布她正在安寧病房中。
布蘭科於2019年8月18日在路易斯安那州拉法葉的聖若瑟安寧病房木匠之家（St. Joseph Hospice Carpenter House）中去世。